# Keles
Keles (kaz. i ros.: Келес) – rzeka w południowym Kazachstanie, prawy dopływ Syr-darii. Długość - 241 km, powierzchnia zlewni - 3310 km², średni przepływ - 6,5 m³/s. Reżim śnieżny.
Wypływa w Górach Ugamskich na zachodnim krańcu Tienszanu i szeroką doliną płynie na południowy zachód, po czym uchodzi do Syr-darii na odcinku granicznym. Zasilana wodą z rzeki Czirczik w Uzbekistanie. W dolnym biegu używana do nawadniania.